# Ghātsīla
Ghātsīla är en ort i Indien.   Den ligger i distriktet Purba Singhbhum och delstaten Jharkhand, i den östra delen av landet, 1 100 km sydost om huvudstaden New Delhi. Ghātsīla ligger 103 meter över havet och antalet invånare är 40 018.
Terrängen runt Ghātsīla är platt österut, men västerut är den kuperad. Runt Ghātsīla är det tätbefolkat, med 286 invånare per kvadratkilometer. Ghātsīla är det största samhället i trakten. Omgivningarna runt Ghātsīla är en mosaik av jordbruksmark och naturlig växtlighet.